# 7 X Wilder
7 X Wilder è un  album di Bob Brookmeyer pubblicato nel 1961 dalla Verve Records.
Il disco fu registrato il 29 giugno del 1961 a New York.

## Tracce
1. While We're Young – 6:16 (William Engvick, Morty Palitz, Alec Wilder)
2. That's the Way It Goes – 4:43 (Sydney Robin, Alec Wilder)
3. The Wrong Blues – 4:38 (William Engvick, Alec Wilder)
4. It's so Peaceful in the Country – 4:04 (Alec Wilder)
5. Blues for Alec – 6:10 (Bob Brookmeyer)
6. I'll Be Around – 4:30 (Alec Wilder)
7. Who Can I Turn to? – 4:27 (William Engvick, Alec Wilder)

## Musicisti
- Bob Brookmeyer - trombone, pianoforte
- Jim Hall - chitarra
- Bill Crow - contrabbasso
- Mel Lewis - batteria